# Costaticella carotica
Costaticella carotica är en mossdjursart som beskrevs av Hayward och Cook 1979. Costaticella carotica ingår i släktet Costaticella och familjen Catenicellidae. Inga underarter finns listade i Catalogue of Life.